# Peter H. Dominick
Peter Hoyt Dominick, född 7 juli 1915 i Stamford, Connecticut, död 18 mars 1981 i Hobe Sound, Florida, var en amerikansk republikansk politiker och diplomat. Han representerade delstaten Colorado i båda kamrarna av USA:s kongress, först i representanthuset 1961-1963 och sedan i senaten 1963-1975.
Dominick avlade 1937 sin grundexamen vid Yale University. Han studerade sedan juridik vid Yale Law School. Han tjänstgjorde i andra världskriget i US Army Air Forces och befordrades till kapten. Han arbetade först som advokat i New York och flyttade sedan 1946 till Denver.
Dominick besegrade sittande kongressledamoten Byron L. Johnson i kongressvalet 1960. Han besegrade två år senare sittande senatorn John A. Carroll med 53,6% av rösterna mot 45,6% för Carroll. Dominick besegrade 1968 utmanaren Stephen L.R. McNichols med 58,6% av rösterna mot 41,5% för McNichols. Kongressvalet 1974 gick dåligt för republikanerna i hela USA. Dominick fick endast 39,6% av rösterna mot 57,2% för utmanaren Gary Hart. Dominick tjänstgjorde sedan 1975 som USA:s ambassadör i Schweiz.
Dominicks grav finns på Fairmount Cemetery i Denver.